# 贡比涅技术大学
贡比涅技术大学（法語：Université de technologie de Compiègne，缩写：UTC）是位于法国上法兰西大区贡比涅的一所公立高等教育机构，是2019年被授予颁法工程师文凭的205所工程师学校之一。学校同时也进行职业学士、硕士和博士教育。学校是法国三所技术大学之一，也是索邦大学联盟和大学校会议的成员。2020年UTC在L'Usine Nouvelle法国公立五年制工程师学校排名中位列第2名，在L'étudiant法国综合工程师学校排名中位列12/167，在2020QS世界大学排名工程技术类位列第364名。
UTC是在法国原子能与替代能源委员会（CEA）的海军官员兼研究工程师Guy Deniélou的倡议下成立的。 1972年，他辞去了CEA中子反应堆部门负责人的职务，同年成立UTC，并于1974年至1987年担任该学校校长。1981年，该企业获得了法国大学校的地位。
1985年，UTC分支机构在塞沃南成立（1991年成为塞沃南理工学院）。 UTC的另一个分支机构Troyes技术工程研究所于1993年成立，第二年将成为UTT（特鲁瓦技术大学）。 1999年创建了第三所技术大学：塞文南理工学院和贝尔福国家工程学院（ENIBe），以贝尔福-蒙贝利亚德技术大学的名义合并。 2002年，建立了技术大学网络。2005年，UT集团（UTC、UTT、UTBM三所工程师学校组合的联盟）与上海大学签署合约，共同创办中欧工程技术学院 （页面存档备份，存于） (UTSEUS)。
在2006年，UTC的合作伙伴研究活动（以及UT Carnot Institute的创建，将UTC和UTT实验室整合在一起）被授予Carnot标签。第一个法国学术会议成立于2009年，汇集了所有UTC实验室。 2012年，UTC以非初始创始成员的身份加入了索邦大学的研究和高等教育集群。同年，UTC开设了为期三年的“人文与技术”课程，使S，ES和L特殊数学专业的毕业生可以整合BAC + 3级的工程周期（或者继续攻读UTC或其他专业的硕士课程） PRES Sorbonne大学内部的UTC合作伙伴。 UT集团于2013年成立。 2014年，UTC为交通运输领域的研究和技术创新新大楼揭幕。

## 培养模式

### 工程师培养
高等教育部（法国）
UTC提供一定数量的由法国高等教育和研究部认可的法国工程师课程，最终授予由法国工程职称委员会（CTI）认可的工程师文凭。这种培养模式为期五年。录取的依据是高中时期的成绩（包括平时成绩、bac成绩和综合评价）和面试，录取流程这在三所技术大学（UTBM、UTC和UTT）是通用的。该工程师培养体系包括前两年的核心课程，然后进入具体专业，学习三年的工程师课程。UTC是一所法国BAC高考之后就可以申请的工程师学校。
此外，每个专业都有几个不同的细分方向。UTC的3年的工程师周期具体流程如下：
首先两个学期的专业课程，在此期间，学生获得其专业的基本知识，然后开始第一个6个月的实习，第一个实习结束后，回到学校时选择具体方向，然后开始两个学期细分领域的学习，最后一个学期是6个月的实习。
UTC提供五个专业：
- 生物工程：包括“生物力学和生物材料”、“生物医学”、“生物产品的设计和创新”以及“食品和农业资源创新”细分方向。
- 过程工程：包括“农业工业”、“建模、设计、过程优化”、“质量、安全、环境”和“热能”细分方向。
- 计算机工程（信息工程）：包括“人工智能和数据科学”、“嵌入式计算和自主系统”和“计算机系统工程”细分方向；
- 机械工程：具有“工程师的声学和振动”、“集成机械设计”、“工业设计工程”、“机电一体化、执行器、机器人化和系统”、“材料和技术创新”、“工业数据和可靠性”、“集成生产和物流”和“机械工程模拟”细分方向，或学徒课程“设计”和“工业化”；
- 城市工程：涉及“建筑”和“发展、移动、交通”部门。

也可以在专业中选择创新项目管理部门。

### 人文与技术培养
作为共同核心课程（经典工程课程的前两年）的替代方案，UTC在2018年开设了人文和技术培养模式。这是一门工程课程，允许来自科学和文学（数学选项）以及经济领域的高中生融入其中。因此，这个学位认为人文科学是工程培训的一个组成部分。
该课程使人们能够进入UTC的所有专业：计算机工程、生物工程、城市系统工程、机械工程和工艺工程。学生也可以继续攻读硕士课程，因为该课程为他们在UTC或UTC以外的地方（特别是在PRES索邦大学内的UTC合作伙伴）攻读硕士课程提供了准备，例如 "复杂情况下的创新战略"、"以用户为中心的设计 "或 "知识管理"。
在内容方面，该课程旨在成为严格思考工业社会和工程项目中进行的技术发明和创新成果的先驱。特别是，它继承了技术哲学家伯纳德-斯蒂格勒在UTC期间留下的思想，通过技术史、认识论、认知科学或设计，以一种横向的方式接近技术。从长远来看，学生将因此成为一名 "技术型 "工程师。

### 科学与技术硕士
UTC 授予九个不同专业的四个“科学与技术”硕士学位。这些课程对 UTC 最后一年的学生和UTC以外的学生开放。后者可以在第一年（M1）或第二年（M2）加入硕士课程。此外，与其他学校（UTBM、UTC、UTT、ESCOM、ESIEE Amiens、ESAD Amiens 等）签署的多项协议允许其中一所学校的最后一年的工科学生直接进入第二年，从而完成一个双学位。

### 专业硕士
UTC 还提供四个由高等学院会议认可的专业硕士学位：
- 生物医学设备；

- 卫生技术的工程和管理；

- 铁路和城市交通系统（与 Ecole des Ponts ParisTech 和 ENSIAME 合作）；

- 标准化、质量、认证和测试（远程组织培训）。

### 博士培养
UTC 有权授予博士学位。 它拥有自己的博士学院，名为“工程师科学”。 近 300 名学生在 UTC 攻读博士学位，并研究其致力于技术科学和人文科学的六个学科领域之一。 该大学拥有九个研究实验室，每年在以下学科领域授予约 50 名博士学位：
- 生物工程、生物力学、生物材料；
- 生物技术；
- 工业过程和可持续发展工程；
- 高级力学；
- 认知技术、创新管理和复杂系统；
- 信息和系统技术。

申请在UTC攻读博士学位，需持有硕士学位或同等水平的法国或外国文凭。

### 双学位
UTC 提供 17 个与外国大学合作的双学位。 这些协议不仅适用于欧洲，还允许相关学生获得 UTC 的工程学位和他们所在大学的理学硕士学位。